# Genji (woreda)
Pour les articles homonymes, voir Genji.
Genji, ou Gaji, est un woreda de l'ouest de l’Éthiopie situé dans la zone Mirab Welega de la région Oromia. Il a 59 793 habitants en 2007. Son centre administratif est Genji.

## Nom
Souvent appelé Genji comme son centre administratif,, le woreda peut également s'appeler Gaji, ou Ganji.

## Situation
Situé dans le sud-est de la zone Mirab Welega, le woreda est bordé par Lalo Asabi, Homa, Haru, Sayo Nole, Nole Kaba, Yubdo, Ayira et Guliso.
Son centre administratif se trouve une quarantaine de kilomètres au sud-ouest de Gimbi, à environ 1 800 m d'altitude.

## Population
Au recensement national de 2007, le woreda compte 59 793 habitants dont 6 % de citadins avec 3 370 habitants au centre administratif.
La plupart des habitants (90 %) sont protestants, 5 % sont musulmans et 5 % sont orthodoxes.
En 2022, la population du woreda est estimée à 85 873 personnes avec une densité de population de 283 personnes par km2 et 303 km2 de superficie.